# Gaiskogel (Windachtal)
Der Gaiskogel, auch Gaiskogl geschrieben, ist ein 3129 m hoher Berg in den südwestlichen Stubaier Alpen in Tirol, Österreich.
Der Berg liegt am westlichen Hauptkamm der Stubaier Alpen, nördlich über dem Talschluss des Windachtals, eines östlichen Seitentals des Ötztals. Talort ist Sölden im Ötztal. Nächstgelegene alpine Schutzhäuser und zugleich Ausgangspunkte für eine Besteigung sind die Hildesheimer Hütte und die Siegerlandhütte.

## Anstieg
Der Gaiskogel liegt unweit des alpinen Übergangs von der Siegerlandhütte zur Hildesheimer Hütte. Der Normalweg verläuft vom Triebenkarsee (2695 m ü. A., am Triebenkarlasferner des Zuckerhütl) durch die Südostflanke über Geröll und durch brüchige Schrofen in etwa zwei Stunden Gehzeit auf den Gipfel. Alternativ kann der Gaiskogel  auch vom Gamsplatzl  (3018 m ü. A.) über den Nordgrat in mäßig schwieriger Kletterei bis UIAA III+ bestiegen werden.